# Phidippus yashodharae
Phidippus yashodharae är en spindelart som beskrevs av Benoy Krishna Tikader 1977. Phidippus yashodharae ingår i släktet Phidippus och familjen hoppspindlar. Inga underarter finns listade i Catalogue of Life.